# Николудис, Такис
Димитрис «Такис» Николудис (греч. Δημήτρης «Τάκη» Νικολούδης; род. 26 августа 1951, Салоники) — греческий футболист, полузащитник, и тренер.

## Клубная карьера

### «Ираклис»
С юных лет Николудис занимался спортом, присоединившись к клубу «Ираклису». По обычаям того времени, юные спортсмены занимались в клубе более чем одним видом спорта, пока не выбрали, на каком из них сосредоточиться. Николудис, помимо футбола, активно занимался баскетболом, даже играя за молодёжную команду «Ираклиса». Его футбольный талант побудил его сосредоточиться на данном спорте, а после его участия во всех молодёжных этапах клуба он в 1969 году вошёл в основную команду «Ираклиса».
Играя на позиции опорного полузащитника, он, несмотря на юный возраст, поражал своей умной игрой. Он играл за «Ираклис» восемь сезонов подряд, став одним из лучших игроков клуба и выиграв национальный Кубок в 1976 году. Однако его карьера в «Ираклисе» была запятнана, когда его имя оказалось фигурантом в деле о взяточничестве, известном как «цветочное дело». Незадолго до полуфинала Кубка 28 мая 1975 года между «Ираклисом» и «Панатинаикосом» на стадионе «Кафтанзоглио» бывший игрок обоих клубов Рокидис по приказу агента «Панатинаикоса» Антониса Манцавелакиса посетил команду «Ираклиса» в отеле, предлагая деньги Николудису и защитнику Халиампалиасу за снижение результативности в матче. Букет, который Рокидис держал во время своего визита, дал этому делу название «цветочное дело». Руководство «Ираклиса» исключило обоих игроков из состава на матч в качестве «дисциплинарного нарушения». Последовал судебный процесс, где вина всех была документально подтверждена и на заседании и голосовании Специального комитета ГФФ «Панатинаикос» был оправдан из-за сомнений из-за голоса Гиоргоса Андрианопулоса, а Рокидис и Халиампалиас были дисквалифицированы пожизненно. Николудису были проявлены снисходительность и оправдание со смягчающим фактором его юного возраста. Этот случай стал причиной разрыва отношений его с «Ираклисом». Игрок оказался в немилости и не участвовал в финале Кубка, где они выиграли трофей у «Олимпиакоса». В результате чего летом 1976 года он перешел в столичный АЕК.

### АЕК
Николоудис сразу же влился в команду, которую подготовил Франтишек Фадргонц, и стал её неотъемлемой частью полузащиты. 15 сентября 1976 года Николудис забил свой первый гол, открыв счёт в домашнем матче Кубка УЕФА против московского «Динамо» (2:0). В следующем раунде того же турнира он также забил ещё один штрафной удар, на этот раз против «Дерби Каунти», сравняв счет в выездной победной игре (3:2). 25 марта 1979 года он оформил дубль в выездной победе над «Панахаики». 8 апреля 1979 года Николудис мощным ударом забил решающий гол в ворота «Панатинаикоса», а через три минуты после стычки между игроками он был удалён вместе с Ливатиносом. В желто-чёрной футболке он играл до декабря 1979 года, выиграв с командой золотой дубль в сезоне 1977/1978 и чемпионство в 1979 году, при этом он был ключевым членом команды, дошедшей до полуфинала Кубка УЕФА. в 1977 году. Начало сезона 1979/1980 поставило АЕК и его владельца Лукаса Барлоса в тяжёлое финансовое положение, поскольку в то время было трудно поддерживать в отличном финансовом отношении состав клуба. Однажды ночью в декабре 1979 года Барлос случайно встретил президента «Олимпиакоса» Ставроса Даифаса, и Барлос упомянул о финансовых трудностях, с которыми он столкнулся, и переход Николудиса в ряды «красно-белых» воплотился.

### Дальнейшая карьера
11 мая 1980 года он помог «Олимпиакосу» выиграть титул, поскольку благодаря его победному голу в ворота «Панатинаикоса» (1:0) на стадионе «Караискакис», что привело чемпионат к матчу плей-офф, который состоялся в Волосе, где «Олимпиакос» выиграл со счетом 2:0 у «Ариса». В составе «Олимпиакоса» он выиграл 3 чемпионата подряд и 1 Кубок, включая дубль в 1981 году.
Летом 1982 года возвращение Златко Чайковского в качестве тренера АЕК совпало с возвращением в клуб Николудиса. Он покинул клуб в декабре 1983 года, пополнив свою коллекцию еще одним Кубком. Его отправили в «Аполлон Каламарья», где сыграл год. В «Аполлоне» он играл вместе со своим братом Григорисом, и они вдвоём внесли свой вклад в сохранение команды в первом дивизионе. После этого Николудис играл за «Левадиакос» во втором дивизионе до лета 1986 года, когда он завершил карьеру футболиста.

## Карьера за сборную
Николудис был членом молодёжной сборной Греции, которая в 1971 году выиграла молодёжный чемпионат Балкан, а с военной командой он занял 3-е место на Кубке мира среди военных в 1972 году.
Дебют за национальную сборную Греции состоялся 7 апреля 1971 года в проигрышном товарищеском матче против сборной Болгарии (0:1).
Капитан национальной сборной на протяжении многих лет, он был неотъемлемой частью команды Алкетаса Панагулиаса. Его лучший момент в составе сборной Греции произошёл 12 сентября 1979 года, когда на 26-й минуте матча против СССР, после его взаимодействия с Гиоргиосом Деликарисом, забил единственный гол во встрече, который помог грекам впервые в истории выйти в финальную стадию чемпионата Европы. На самом турнире в Италии он принял участие только в ничейном матче против сборной ФРГ (0:0).
Всего Николудис сыграл за сборную 22 матча и забил 4 гола.

### Голы за сборную
| №  | Дата             | Место                       | Соперник  | Счёт | Результат | Турнир                  |
| -- | ---------------- | --------------------------- | --------- | ---- | --------- | ----------------------- |
| 1. | 11 октября 1978  | Леофорос Александрас, Афины | Финляндия | 1:0  | 8:1       | Квалификация на ЧЕ 1980 |
| 2. | 11 октября 1978  | Леофорос Александрас, Афины | Финляндия | 3-0  | 8:1       | Квалификация на ЧЕ 1980 |
| 3. | 13 декабря 1978  | Леофорос Александрас, Афины | Румыния   | 2:0  | 2:1       | Товарищеский матч       |
| 4. | 12 сентября 1979 | Леофорос Александрас, Афины | СССР      | 1:0  | 1:0       | Квалификация на ЧЕ 1980 |

## Карьера тренера
Николудис некоторое время был менеджером «Верии» в 1989 году.

## После футбола
Николудис живёт в Салониках и занимается бизнесом по производству футбольных полей для мини-футбола.

## Личная жизнь
Его брат Григорис также был футболистом, игравшим в Альфа Этники за команды «Македоникос» и «Аполлон Каламарья».

## Достижения

### Клубные

#### «Ираклис»
- Обладатель Кубка Греции: 1975/76

#### АЕК
- Чемпион Греции: 1977/78, 1978/79
- Обладатель Кубка Греции: 1977/78, 1982/83

#### «Олимпиакос»
- Чемпион Греции: 1979/80, 1980/81, 1981/82
- Обладатель Кубка Греции: 1980/81

### Индивидуальные
- Лучший бомбардир Кубка Греции: 1974/75